# Theodor Esser
Theodor Esser (* 6. August 1899 in Dremmen, Kreis Heinsberg; † 5. Januar 1977) war ein deutscher Politiker (CDU). Er war von 1958 bis 1966 Mitglied des Landtags von Nordrhein-Westfalen.

## Leben
Theodor Esser machte nach dem Erwerb des Volksschulabschlusses eine Ausbildung und war danach als kaufmännischer Angestellter beschäftigt.
Esser trat 1945 in die CDU ein. Zunächst war er kommunalpolitisch aktiv, so wurde er im Januar 1946 Gemeinderatsmitglied, und war von Januar 1946 bis Januar 1950 auch Bürgermeister der Gemeinde Dremmen. Im November 1948 übernahm er den Posten des Amtsbürgermeisters des Amtes Oberbruch-Dremmen. Im November 1946 wurde Esser Kreistagsabgeordneter und Mitglied des Kreisausschusses des Kreises Geilenkirchen-Heinsberg. Zwischen Januar 1957 und Oktober 1961 war er stellvertretender Landrat. 
Esser wurde bei den Landtagswahlen 1958 und 1962 jeweils als Direktkandidat der CDU im Wahlkreis 4 (Geilenkirchen-Heinsberg) in den nordrhein-westfälischen Landtag gewählt. Er war Abgeordneter vom 21. Juli 1958 bis zum 23. Juli 1966.